# فندق لانغهام (لندن)
فندق لانغهام هو فندق يقع في ريجنت ستريت، في حي مرليبون اللندي.
تم تأسيس الفندق الذي يعتبر أحد أفخم فنادق لندن وأغلاها عام 1865 م، وهو مبني على الطراز الفيكتوري.